# Duránd
Duránd (szlovákul Tvarožná, németül Durelsdorf, latinul Durandi Villa) község Szlovákiában, az Eperjesi kerület Késmárki járásában.

## Fekvése
Késmárktól 9 km-re délkeletre, a Duránd-patak völgyében fekszik.

## Története
Oklevélben 1268-ban „villa Durandi” néven említik először.  Eredetileg a szepesi szász települések közé tartozott és 1271-ben mezővárosi jogokat kapott. 1412-ben lengyel fennhatóság alá került egészen 1772-ig. A szászok kitelepítése után szepesudvardi és törökruszkai lakosokkal telepítették be. Lakói főként mezőgazdasággal és kézművességgel foglalkoztak.
A 18. század végén Vályi András így ír róla: „DURÁND. Durandi Villa. Durlsdorf. Tvarozna. Elegyes lakosú népes Város Szepes Vármegyében, egy a’ tizenhat Városok közzül, földes Ura Lőtse Városa, vagy a’ Királyi Kamara, lakosai katolikusok, és evangelikusok, fekszik Kézsmárktól fél mértföldnyire, Menyhárd falunak szomszédságában, földgyének hatodrésze, ha minden harmadik esztendőben trágyáztatik termékeny, másként a’ hegyek, kövek, és víz mosások miatt soványas, határja leg inkább zabot terem, réttyeit mivel völgyben vagyon, a’ víz gyakran elönti, ’s három negyedrésze gyenge szénát terem, kétszer kaszáltatik, legelője néhol jó, a’ második Osztályba tétetett.”
Fényes Elek 1851-ben kiadott geográfiai szótárában így ír a faluról: „Durand, (Durlsdorf), Szepes v. Késmárkhoz 1/2 mfdnyire a lőcsei országutban: 85 kath., 633 evang., német lak., kik sok lent termesztenek, s pálinkát főznek. Van kath. és evang. anyatemploma; malma, szép fenyves erdeje, s a Szepességen legjobb juhsajtja.”
A trianoni diktátumig Szepes vármegye Késmárki járásához tartozott.

## Népessége
| Év:            | 1994. | 2004.    | 2014.    | 2024.    |
| -------------- | ----- | -------- | -------- | -------- |
| Emberek száma: | 555   | 630      | 714      | 825      |
| Eltérés:       |       | +13,51 % | +13,33 % | +15,54 % |

| Év:            | 2023. | 2024.   |
| -------------- | ----- | ------- |
| Emberek száma: | 798   | 825     |
| Eltérés:       |       | +3,38 % |

1910-ben 637, többségben német anyanyelvű lakosa volt, jelentős szlovák kisebbséggel.
2001-ben 593 lakosából 531 szlovák és 52 cigány volt.
2011-ben 679 lakosából 651 szlovák volt.

## Nevezetességei
- Szent Mátyás temploma a 13. században épült, később többször átépítették.
- Evangélikus temploma 1778-ban épült.
- A községben néhány 17. és 19. század között épített ház áll.

## Híres személyek
- Itt született Csink János tanító (1823–1905, Eperjes), akinek nevéhez több tankönyv fűződik. Az elsők között írt angol nyelvkönyvet (Gyakorlati angol nyelvtan kezdők számára. 1878).[6]